# Corcy
Corcy est une commune française située dans le département de l'Aisne, en région Hauts-de-France.

## Géographie

### Hydrographie
La commune est située dans le bassin Seine-Normandie. Elle est drainée par la Savières, le cours d'eau 01 de sous la Ramée, le cours d'eau 01 de la commune de Corcy, divers bras 01 de l'étang de la Ramée et divers bras de la Savières,,.
La Savières, d'une longueur de 18 km, prend sa source dans la commune de Parcy-et-Tigny et se jette  dans l'Ourcq à Troësnes, après avoir traversé 13 communes.

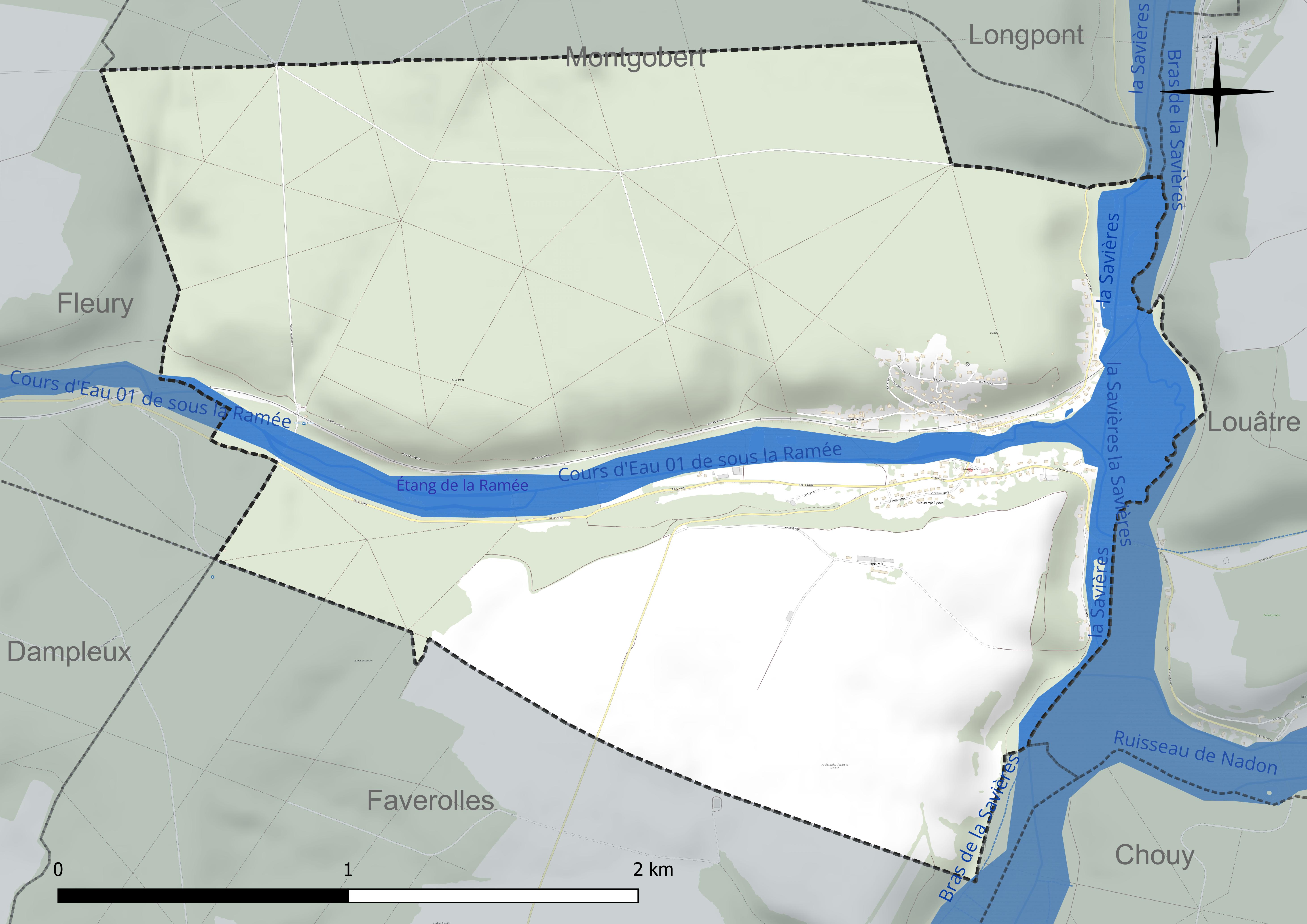
Réseau hydrographique de Corcy.

Trois plans d'eau complètent le réseau hydrographique : le plan d'eau 1 de la commune de Corcy (1,7 ha), le plan d'eau 3 de la commune de Corcy (0,9 ha) et l'étang de la Ramée (3,8 ha),.

### Climat
Pour des articles plus généraux, voir Climat des Hauts-de-France et Climat de l'Aisne.
En 2010, le climat de la commune est de type climat océanique dégradé des plaines du Centre et du Nord, selon une étude du CNRS s'appuyant sur une série de données couvrant la période 1971-2000. En 2020, Météo-France publie une typologie des climats de la France métropolitaine dans laquelle la commune est exposée à un climat océanique altéré et est dans la région climatique Nord-est du bassin Parisien, caractérisée par un ensoleillement médiocre, une pluviométrie moyenne régulièrement répartie au cours de l'année et un hiver froid (3 °C).
Pour la période 1971-2000, la température annuelle moyenne est de 10,5 °C, avec une amplitude thermique annuelle de 15,4 °C. Le cumul annuel moyen de précipitations est de 697 mm, avec 11,8 jours de précipitations en janvier et 8,3 jours en juillet. Pour la période 1991-2020, la température moyenne annuelle observée sur la station météorologique la plus proche, située sur la commune de Braine à 25 km à vol d'oiseau, est de 11,3 °C et le cumul annuel moyen de précipitations est de 662,7 mm,. Pour l'avenir, les paramètres climatiques de la commune estimés pour 2050 selon différents scénarios d'émission de gaz à effet de serre sont consultables sur un site dédié publié par Météo-France en novembre 2022.

## Urbanisme

### Typologie
Au 1er janvier 2024, Corcy est catégorisée commune rurale à habitat dispersé, selon la nouvelle grille communale de densité à 7 niveaux définie par l'Insee en 2022.
Elle est située hors unité urbaine. Par ailleurs la commune fait partie de l'aire d'attraction de Paris, dont elle est une commune de la couronne,.

### Occupation des sols
L'occupation des sols de la commune, telle qu'elle ressort de la base de données européenne d'occupation biophysique des sols Corine Land Cover (CLC), est marquée par l'importance des forêts et milieux semi-naturels (70,9 % en 2018), une proportion sensiblement équivalente à celle de 1990 (70,2 %). La répartition détaillée en 2018 est la suivante : 
forêts (67,5 %), terres arables (21,6 %), zones urbanisées (6,5 %), milieux à végétation arbustive et/ou herbacée (3,4 %), prairies (1 %).
L'évolution de l'occupation des sols de la commune et de ses infrastructures peut être observée sur les différentes représentations cartographiques du territoire : la carte de Cassini (XVIIIe siècle), la carte d'état-major (1820-1866) et les cartes ou photos aériennes de l'IGN pour la période actuelle (1950 à aujourd'hui).

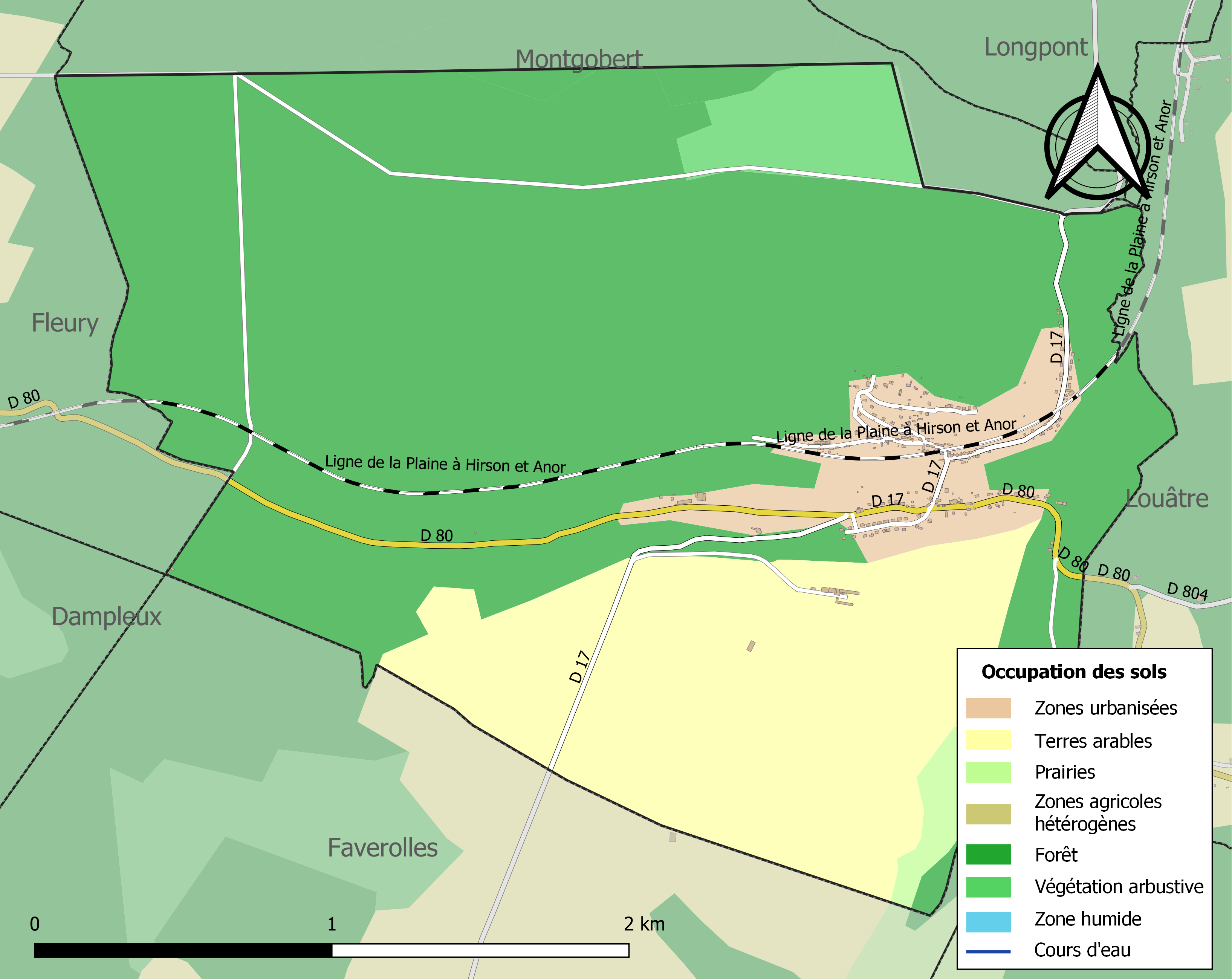
Carte des infrastructures et de l'occupation des sols de la commune en 2018 (CLC).

## Toponymie
Le nom de la localité est attesté sous les formes Corci (1157) ; ferme de Corsy (1384) ; Courci (1411) ; Courcy (1630).

## Histoire
L'existence de Corcy semble attestée depuis le IXe siècle. Son nom viendrait de Corciacus qui rappelle l'époque gallo-romaine.
Bien des étapes dans la formation de sa paroisse sont manquantes mais on peut s'étonner qu'elle se nomme Saint-Alban, nom du premier martyr d'Angleterre. C'est pourquoi il est possible que ce nom fasse référence à saint Alban de Mayence qui semble avoir voyagé entre autres de Rome à Namur. 
Les plus anciens documents connus qui citent Corcy sont l'acte - peut-être faux - de Charles le Chauve daté de 858, qui confirme une donation de biens immobiliers à l'abbaye bénédictine Notre-Dame de Soissons, et le don de l'"autel" du village par l'évêque de Soissons Heddo (1052-1064) à la même abbaye, rapporté par l'historien de cette dernière, dom Michel Germain.
Il existait un château à Corcy qui a été détruit au cours de la Première Guerre mondiale. Celui-ci ressemblait plus à une grande bâtisse qu'à un véritable château. Néanmoins il était remarquable comme l'attestent certaines photographies où l'on peut encore l'admirer.
Au cours du XIXe siècle le village s'est modernisé avec par exemple la construction d'une école-mairie. Malheureusement la Première Guerre mondiale viendra stopper cette évolution.
Le courage des habitants sous les obus et pendant l'occupation allemande vaut à la localité d'être citée à l'ordre de l'armée et de recevoir la Croix de guerre par décret du 26 octobre 1920.

## Politique et administration

### Découpage territorial
La commune de Corcy est membre de la communauté de communes Retz-en-Valois, un établissement public de coopération intercommunale (EPCI) à fiscalité propre créé le 1er janvier 2017 dont le siège est à Villers-Cotterêts. Ce dernier est par ailleurs membre d'autres groupements intercommunaux.
Sur le plan administratif, elle est rattachée à l'arrondissement de Soissons, au département de l'Aisne et à la région Hauts-de-France. Sur le plan électoral, elle dépend du canton de Villers-Cotterêts pour l'élection des conseillers départementaux, depuis le redécoupage cantonal de 2014 entré en vigueur en 2015, et de la cinquième circonscription de l'Aisne  pour les élections législatives, depuis le dernier découpage électoral de 2010.

### Administration municipale

#### Liste des maires
| Période                                  | Période                       | Identité              | Étiquette | Qualité                                |
| ---------------------------------------- | ----------------------------- | --------------------- | --------- | -------------------------------------- |
| Les données manquantes sont à compléter. |                               |                       |           |                                        |
| mars 2001                                | mars 2008                     | Jean-Jacques Cailliet |           |                                        |
| mars 2008                                | En cours (au 12 juillet 2020) | Marc Robillard        | DVG       | Ouvrier Réélu pour le mandat 2020-2026 |

## Population et société

### Démographie
L'évolution du nombre d'habitants est connue à travers les recensements de la population effectués dans la commune depuis 1793. Pour les communes de moins de 10 000 habitants, une enquête de recensement portant sur toute la population est réalisée tous les cinq ans, les populations de référence des années intermédiaires étant quant à elles estimées par interpolation ou extrapolation. Pour la commune, le premier recensement exhaustif entrant dans le cadre du nouveau dispositif a été réalisé en 2007.

En 2022, la commune comptait 318 habitants, en évolution de +2,91 % par rapport à 2016 (Aisne : −1,97 %, France hors Mayotte : +2,11 %).
| 1793 | 1800 | 1806 | 1821 | 1831 | 1836 | 1841 | 1846 | 1851 |
| ---- | ---- | ---- | ---- | ---- | ---- | ---- | ---- | ---- |
| 276  | 326  | 291  | 361  | 356  | 430  | 453  | 454  | 399  |

| 1856 | 1861 | 1866 | 1872 | 1876 | 1881 | 1886 | 1891 | 1896 |
| ---- | ---- | ---- | ---- | ---- | ---- | ---- | ---- | ---- |
| 407  | 478  | 382  | 373  | 342  | 333  | 320  | 298  | 296  |

| 1901 | 1906 | 1911 | 1921 | 1926 | 1931 | 1936 | 1946 | 1954 |
| ---- | ---- | ---- | ---- | ---- | ---- | ---- | ---- | ---- |
| 294  | 295  | 282  | 180  | 283  | 246  | 246  | 244  | 222  |

| 1962 | 1968 | 1975 | 1982 | 1990 | 1999 | 2006 | 2007 | 2012 |
| ---- | ---- | ---- | ---- | ---- | ---- | ---- | ---- | ---- |
| 206  | 183  | 204  | 187  | 254  | 306  | 309  | 309  | 321  |

| 2017 | 2022 | - | - | - | - | - | - | - |
| ---- | ---- | - | - | - | - | - | - | - |
| 306  | 318  | - | - | - | - | - | - | - |

## Culture locale et patrimoine

### Lieux et monuments
L'église Saint-Alban de Corcy construite au XIIe siècle et en grande partie détruite en 1918, reconstruite et classée MH en 1920.

## Pour approfondir